# Ann Van Elsen

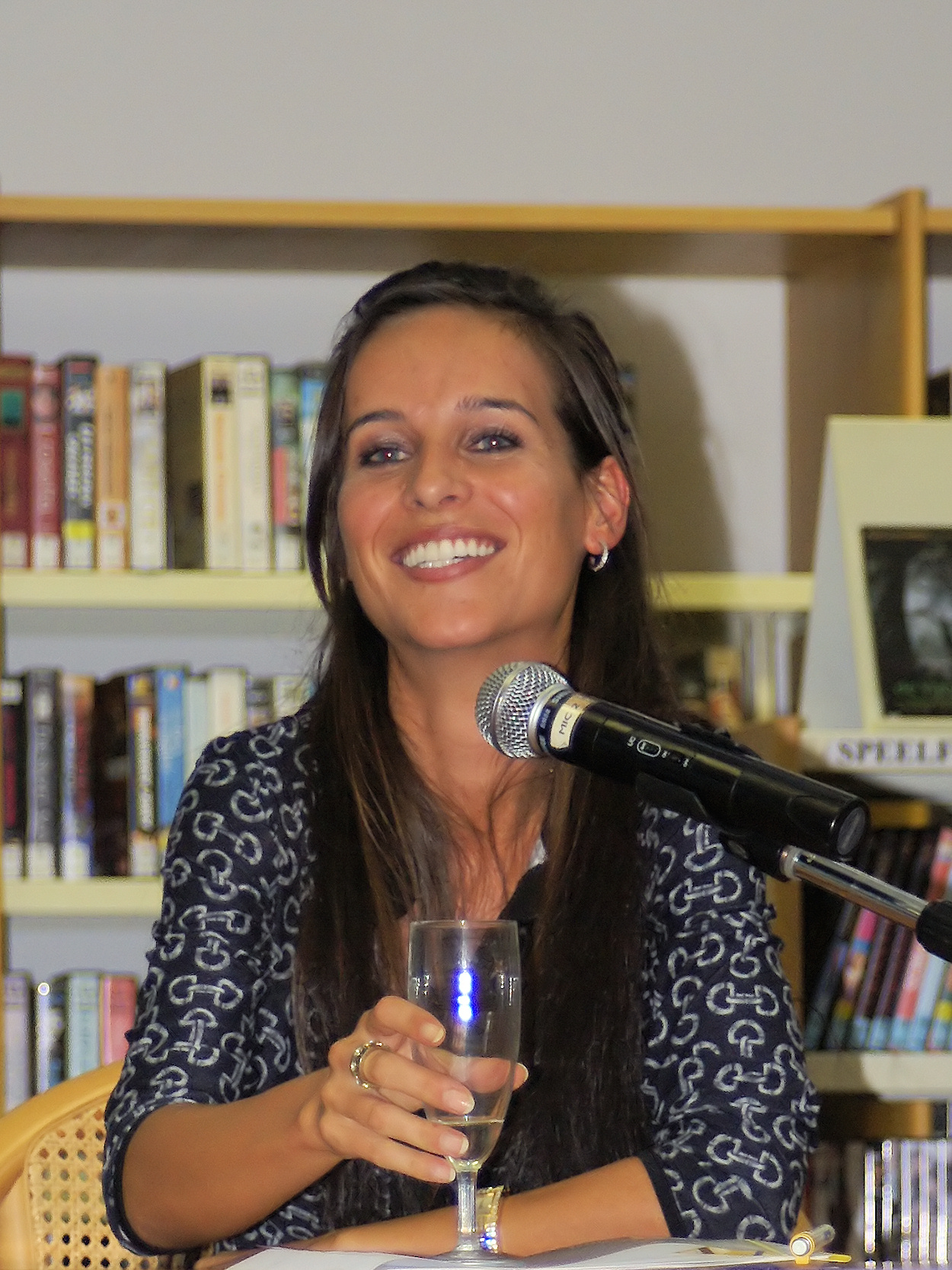
Ann Van Elsen

Ann Van Elsen (Mol, 27 december 1979) is een Belgisch model en presentatrice, die sinds 2017 bij radiozender Joe werkt. Ze werd Miss België in 2002.

## Biografie

### Televisiecarrière
Van Elsen bedankte in haar verkiezingsjaar 2002 voor de eer mee te dingen in de Miss World-verkiezing in Nigeria. Samen met een aantal andere missen protesteerde ze tegen de doodstraf voor Amina Lawal, die veroordeeld was tot steniging wegens een zwangerschap zonder gehuwd te zijn ("zina" in het Arabisch).
Ze deed diverse tv-opdrachten, onder meer bij de televisiezenders TV1 en VT4. Ze is voor die laatste actief als omroepster. In het verleden presenteerde ze programma's als Supertalent in Vlaanderen en Summerdate.
In 2006 reikte ze in het programma Studio 1 op zondag in het Koning Boudewijnstadion de prijs uit aan de winnaar van Pinanti is Pinanti, Désiré Mbonabucya. Ze droeg een voetbaloutfit en toonde haar technische voetbalcapaciteiten voor de camera.
Van Elsen gaf in december 2007 toe dat ze voor Playboy zou poseren, dit terwijl ze jarenlang volhield dat ze nooit naakt zou gaan. De editie met Van Elsen kwam in januari 2008 uit. Van het bedrag dat Playboy aan haar betaalde, ging € 30.000 naar Music For Life.
Ook in 2008 presenteerde ze samen met Felice de talentenjacht Can You Duet? op VT4. In 2009 nam ze deel aan de eerste aflevering van Hole in the wall.
Van september 2010 tot 2012 was ze weer volop te zien op VT4. Ze presenteerde De Inrichters, een programma over koppels die het niet over de inrichting van hun huis eens geraken. Ze was ook te zien zijn in de docusoap Mama's mooiste, waarin haar bevalling gefilmd werd en was ook te zien als presentatrice van Huizenjacht, samen met Veronique De Kock.
In september 2012 maakte Van Elsen de overstap van VT4 naar het nieuwe VIJF, waar ze samen met Véronique De Kock en Michelle Van Sebroeck het interieurprogramma Grootse Plannen presenteerde. Bij VIER, de opvolger van VT4, werd ze quizkandidaat in De Slimste Mens ter Wereld, waarvan in september 2012 de tiende jaargang begon. Ze speelde daarvoor al eens mee in het najaar van 2004. In het najaar van 2013 presenteerde ze op VIJF het datingprogramma Singl3s.
In 2015 ging ze aan de slag bij Eén, waar ze de aankondigingen van programma's deed.
In 2019 deed ze mee aan De Code van Coppens samen met Dina Tersago. In 2021 deed ze opnieuw aan het programma mee, toen met An Lemmens.

### Radiocarrière
Van Elsen ging in januari 2008 aan de slag bij Donna voor het programma Sunday Match. Ze presenteerde het tussen 20 en 23 uur. Na de oprichting van MNM (5 januari 2009) presenteert ze samen met Dave Peters De Ann&Dave-Show. In de zomer van 2010 staat ze geprogrammeerd met een eigen programma van 9 tot 13 uur (afwisselend met Elke Vanelderen).
Door deze bezigheden kwam De Ann&Dave-Show niet meer terug. Sinds 2011 deed ze wel geregeld vervangingen op MNM. Ze presenteerde tot en met eind 2011 elk weekend 90's en Nillies (sinds 2012 bestaat het programma niet meer in het weekend).
Begin 2012 presenteerde ze op maandag weer MNM Request. Daarna nam ze weer vervangingen op zich bij MNM. In oktober 2013 werd ze er opnieuw een vaste medewerker. Sindsdien presenteert ze wekelijks de Ultratop 50. Vanaf de zomer van 2015 nam ze nog maar zelden de presentatie van de Ultratop 50 voor haar rekening. Ze verving in schooljaar 2015-2016 en 2016-2017 voornamelijk Eva Daeleman, en presenteerde van maandag tot en met vrijdag van 10 uur tot 12 uur het voormiddagblok.
In 2017 verliet ze MNM en stapte ze over naar radiozender Joe. Ze presenteert er sinds juli dat jaar het ochtendprogramma tijdens het weekend en neemt in de vakantieperioden ook het doordeweekse ochtendblok over.

### Persoonlijk leven
Van Elsen was getrouwd met oud-voetballer Gunther Van Handenhoven. In maart 2010 kregen ze een dochter. In 2012 ging het koppel uiteen. In 2016 kreeg ze een tweede kind met haar nieuwe partner, met wie ze een jaar later trouwde.

## Trivia
- Van Elsen introduceerde met een vriendin een eigen kledinglijn: Jack & June.[3]
- In 2020 bracht ze een boek uit: Blend met als ondertitel 'Challenges en tips voor gescheiden ouders en nieuw samengestelde gezinnen'.[11]